# Macronemurus melanthe
Macronemurus melanthe är en insektsart som beskrevs av Banks 1911. Macronemurus melanthe ingår i släktet Macronemurus och familjen myrlejonsländor. Inga underarter finns listade i Catalogue of Life.